# Darman Bashir
Darman Bashir Ahmad(11 de Setembro de 1989),ou apenas Darman Bashir,é um jogador de futebol profissional afegão que atua como goleiro.Atualmente joga no Seramiasht F.C. do Afeganistão,pela 1ª divisão do campeonato nacional.